# Cheval au Québec
Le cheval au Québec occupe une place importante dans la société québécoise, tant sur le plan économique que culturel. Introduit en Nouvelle-France au 17ᵉ siècle, il devient rapidement un élément essentiel du développement de la colonie, jouant un rôle central dans l’agriculture, le transport et l’exploitation forestière. Son utilisation connaît un apogée entre le milieu du 19ᵉ siècle et la première moitié du 20ᵉ siècle, avant de décliner progressivement avec l’industrialisation et la mécanisation des activités rurales.
Le cheval canadien, race emblématique issue des premiers chevaux importés sous le règne de Louis XIV, s’adapte aux conditions climatiques rigoureuses et devient un symbole du patrimoine québécois. D’autres races, comme le Percheron ou le Standardbred, sont également élevées et utilisées au Québec, notamment dans le secteur des courses hippiques et du tourisme équestre. Aujourd’hui, l’industrie équine québécoise repose principalement sur les loisirs équestres, les sports hippiques et l’élevage. Des événements tels que le Festival western de Saint-Tite et les courses de trot attelé témoignent de la persistance d’une culture équestre au Québec. Parallèlement, des initiatives de conservation visent à préserver le cheval canadien et à promouvoir son élevage.
Le cheval est également bien ancré dans l’imaginaire québécois. Présent dans la littérature, les arts visuels et le folklore, il est souvent associé aux traditions rurales et à la vie villageoise. Des œuvres comme Maria Chapdelaine ou les récits de Lionel Groulx évoquent son rôle dans la société traditionnelle, tandis que des légendes populaires, telles que celle du Cheval noir bâtisseur, illustrent son empreinte dans le patrimoine oral du Québec.

## Premières introductions (XVIIᵉ-XVIIIᵉ siècles)
Avant l’arrivée des colons européens, le cheval était absent du territoire qui deviendra le Québec. L’introduction du cheval dans la vallée du Saint-Laurent s’inscrit donc dans le cadre d’une politique coloniale visant à assurer une autonomie agricole et militaire à la Nouvelle-France. L’arrivée des premiers chevaux converge avec celle du régiment de Carignan-Salières, envoyé pour sécuriser la colonie contre les attaques iroquoises. Le 16 juillet 1665, un navire en provenance du Havre accoste avec un premier contingent de chevaux. L’envoi de chevaux en Nouvelle-France s’inscrit dans un programme royal d’amélioration des infrastructures agricoles et de transport. Toutefois, ce voyage transatlantique représente une épreuve difficile pour ces animaux. Sur les vingt chevaux embarqués, seuls quatorze survivent à la traversée. Les Jésuites décrivent dans leur Relation de 1665 l'arrivée de ces premiers chevaux en Nouvelle-France et la curiosité des populations autochtones, qui observent avec étonnement que « les Orignaux de France, soient si traitables, et si souples à toutes les volontés de l'homme. »
Les chevaux sont d’abord confiés à des colons influents et à des institutions religieuses afin d’assurer leur reproduction et leur diffusion dans l’ensemble de la colonie. L’intendant Jean Talon joue un rôle clé dans cette distribution et en 1670, il reçoit lui-même une jument dans le cadre d’une allocation royale.
Dans les décennies qui suivent, la population équine se développe grâce à une reproduction contrôlée et à des conditions favorables à son implantation. Contrairement à d’autres territoires où les chevaux introduits retournent rapidement à l’état sauvage, comme l’Argentine ou le sud des États-Unis, les chevaux de Nouvelle-France restent intégrés aux exploitations agricoles et aux réseaux de transport. L’absence de prédateurs naturels et la faible présence de maladies équines favorisent une expansion rapide du cheptel. Dès le début du XVIIIᵉ siècle, le cheval devient un élément courant des fermes québécoises, utilisé à la fois pour le labourage des terres, le transport des récoltes et les déplacements des habitants. Les autorités coloniales réglementent l’élevage afin d’en assurer la pérennité. Des interdictions d’abattage sont mises en place pour éviter une diminution prématurée du nombre de chevaux. Cette politique s’avère efficace, puisque la population équine croît de manière exponentielle, atteignant plusieurs milliers de têtes à la fin du XVIIIᵉ siècle.